# Boda Borg

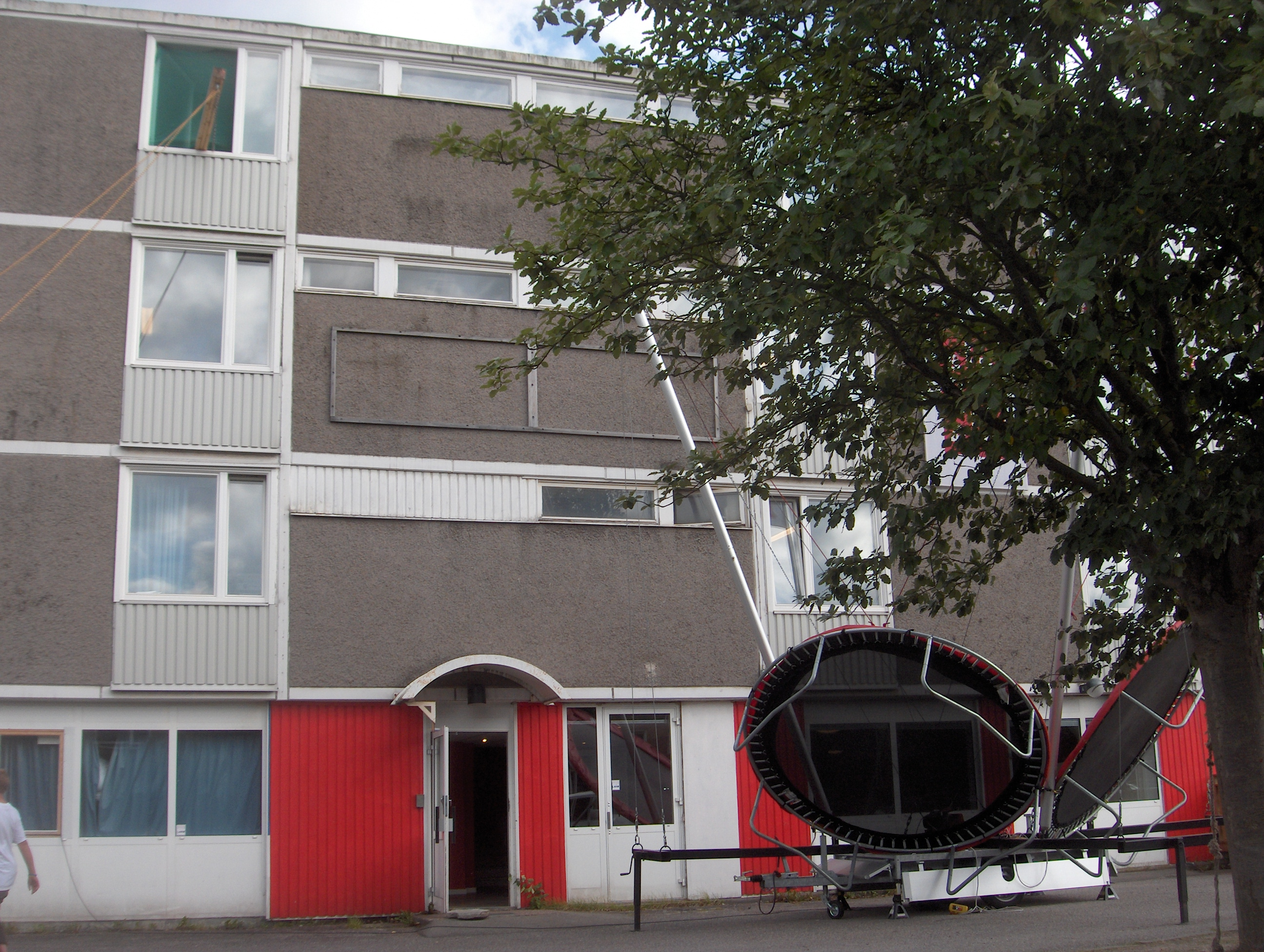
Boda Borg i Oxelösund.

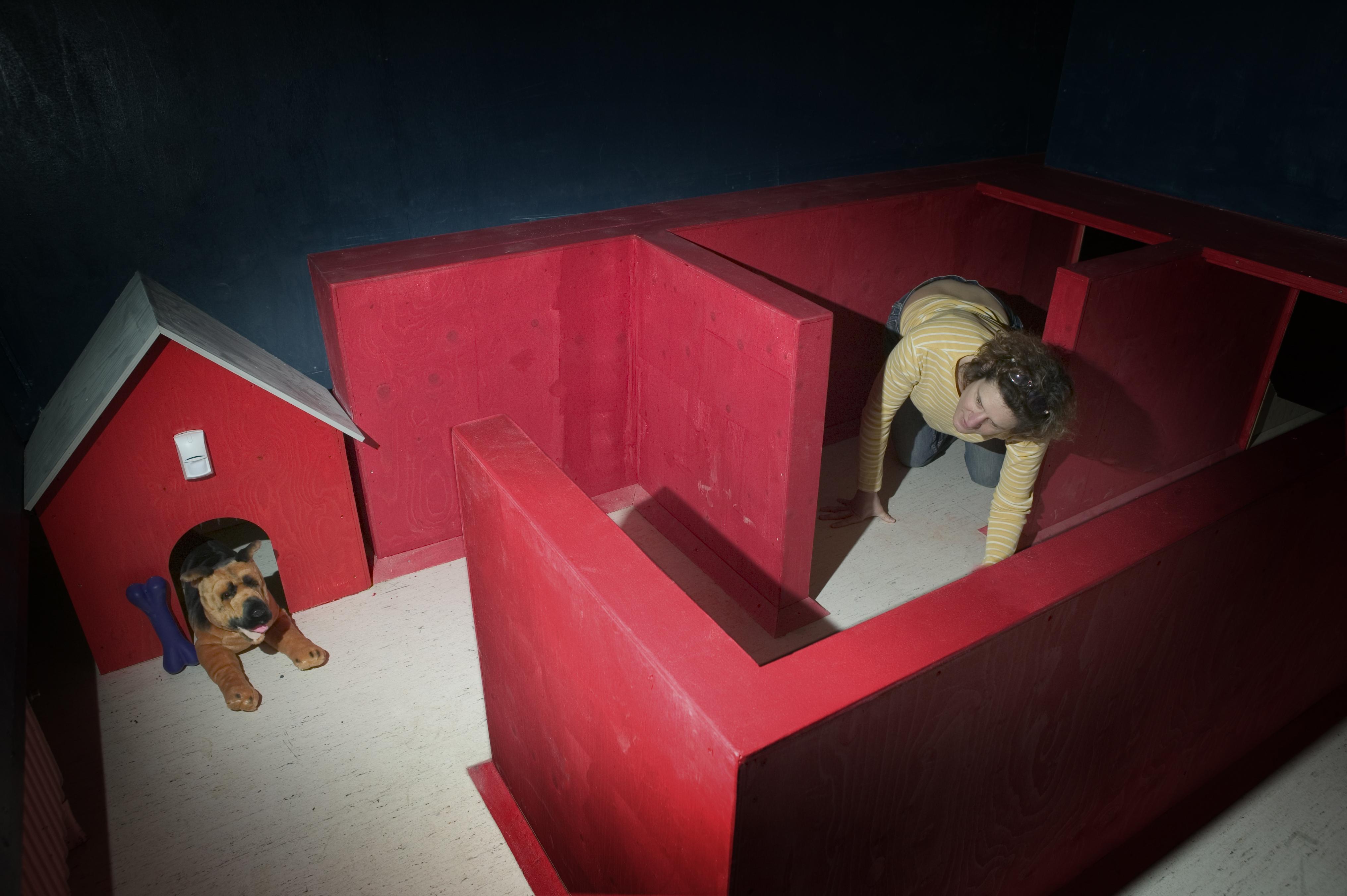
Boda Borg i Follingbo.

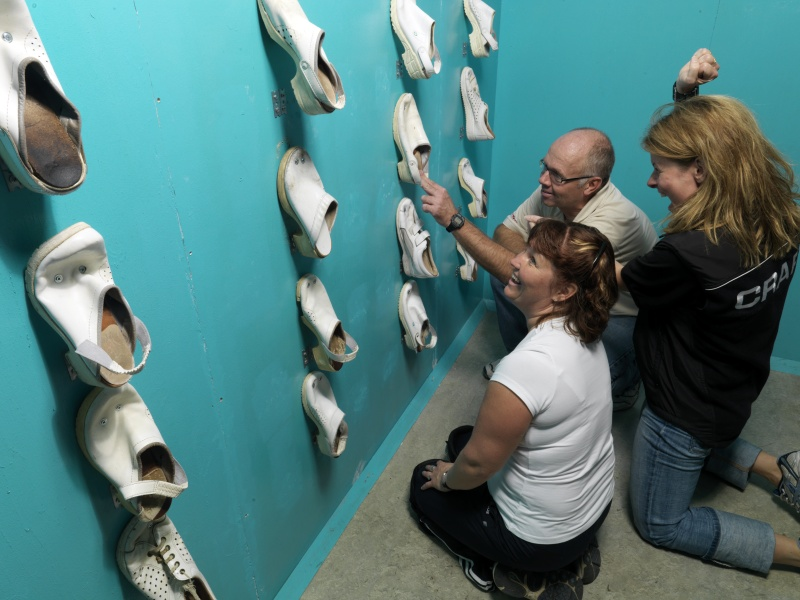
Boda Borg i Follingbo.

Boda Borg är en typ av äventyrshus som finns i Karlskoga, Karlskrona, Oxelösund, Skellefteå, Sävsjö, Torpshammar, Östersund i Sverige, Lough Key Forest park i Boyle på Irland, Boston i USA, i Zürich i Schweiz och i Bochum i Tyskland Anläggningarna drivs som franchise.

## Historia
Den första anläggningen öppnades 1995 i Torpshammar, en liten ort i närheten av Ånge cirka 50 kilometer från Sundsvall och var resultatet av ett ALU-projekt för att hitta nya idéer inom ramen för landsbygdsutveckling i Norrland. 
I juni 2008 köptes Boda Borg-konceptet upp av utländska finansiärer som därefter bildade det internationella företaget Boda Borg Corporation med huvudsäte i USA.

## Aktiviteter
Ett Boda Borg innehåller mellan 40 och 100 utmaningar sammansatta i banor om 2–5 utmaningar (rum). Principen är att man måste klara en banas första utmaning för att kunna komma in till den andra, som man sedan måste klara för att komma till den tredje utmaningen, och så vidare.
Om man misslyckas med en utmaning så är det bara att försöka igen eller välja en annan bana. Man har ett obegränsat antal försök på sig och man kan göra banorna i valfri ordning. Allt övervakas av datorer och dörren till nästa rum låses enbart upp om man klarat uppgiften korrekt. Banorna är indelade i grön, röd och svart kategori där grön kategori innebär liten fysisk aktivitet, röd betyder viss fysisk aktivitet och svart kräver stor fysisk aktivitet. Oavsett kategori finns det alltid något klurigt problem i rummen som ska lösas. För att lösa problemen krävs det både samarbete, tankeverksamhet och smidighet. 
De flesta Boda Borg-anläggningar tillhandahåller även vandrarhem, restaurang och konferensanläggning.